# Rikihiro Sugiyama
Rikihiro Sugiyama (jap. 杉山 力裕, Sugiyama Rikihiro; * 1. Mai 1987 in Shizuoka, Präfektur Shizuoka) ist ein japanischer Fußballspieler.

## Karriere
Rikihiro Sugiyama erlernte das Fußballspielen in der Schulmannschaft der Shizuoka Gakuen High School. Seinen ersten Profivertrag unterschrieb der Torwart 2006 bei Kawasaki Frontale. Der Verein aus Kawasaki, einer Stadt auf der japanischen Hauptinsel Honshū im Nordosten der Präfektur Kanagawa, spielte in der höchsten Liga des Landes, der J1 League. 2006, 2008 und 2009 wurde er mit Frontale Vizemeister. 2009 stand er mit Frontale im Finale des J. League Cup. Das Endspiel verlor man mit 2:0 gegen den FC Tokyo. Nach 44 Erstligaspielen wechselte er 2015 zum Ligakonkurrenten Shimizu S-Pulse. Ende 2015 musste er mit Shimizu in die zweite Liga absteigen. Im darauffolgenden Jahr wurde er Vizemeister der J2 League und stieg direkt wieder in die erste Liga auf. Nach zwei Jahren verließ er den Erstligisten und schloss sich Anfang 2017 den Zweitligisten Avispa Fukuoka aus Fukuoka an. Ende 2020 wurde er mit Fukuoka Vizemeister und stieg in die erste Liga auf.

## Erfolge
Kawasaki Frontale
- J1 League

Vizemeister: 2006, 2008, 2009
- J. League Cup

Finalist: 2009
Shimizu S-Pulse
- J2 League

Vizemeister: 2016
Avispa Fukuoka
- J2 League: 2020 (Vizemeister)  ▲